# Luisenpark Mannheim

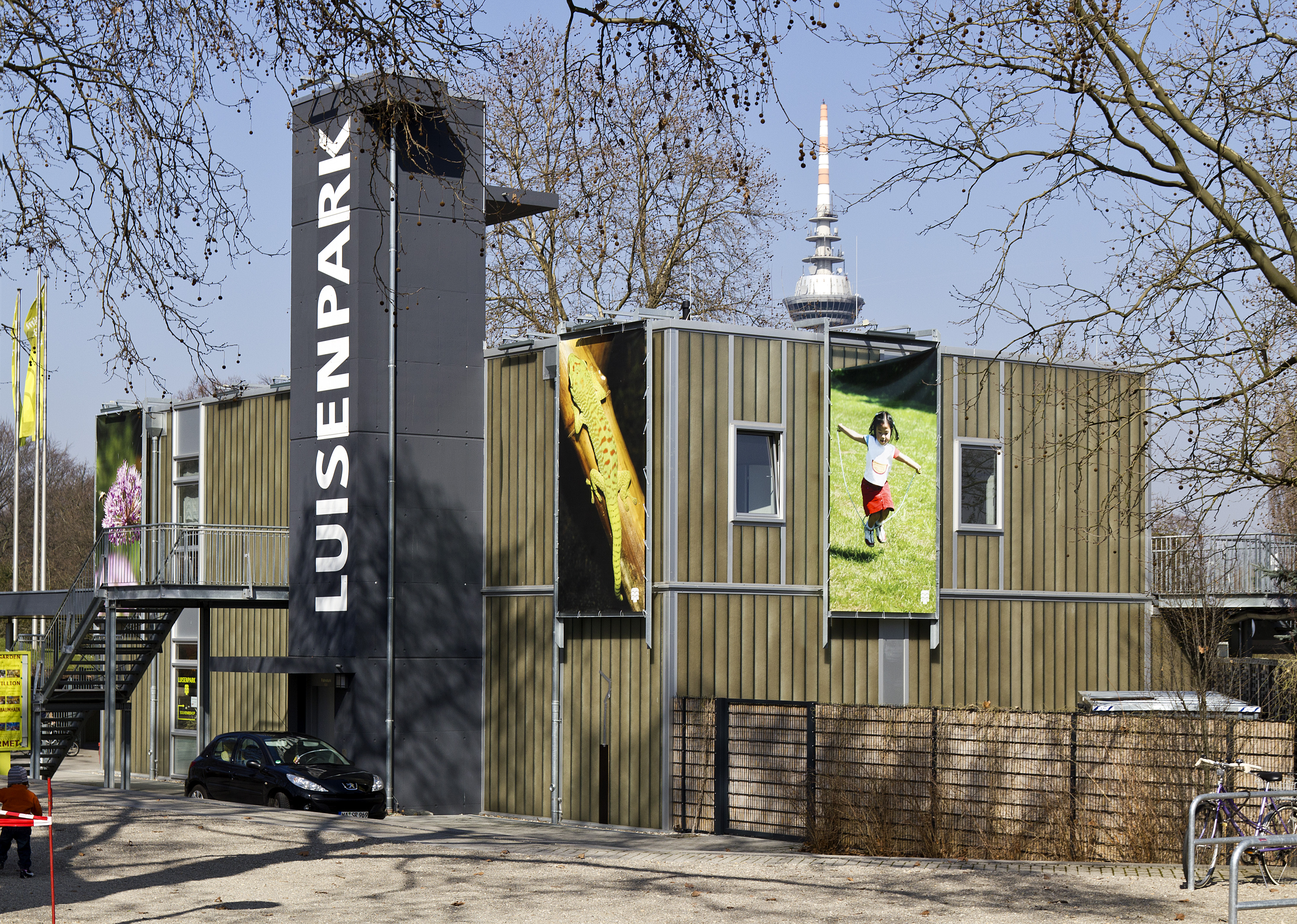
Haupteingang am Friedensplatz

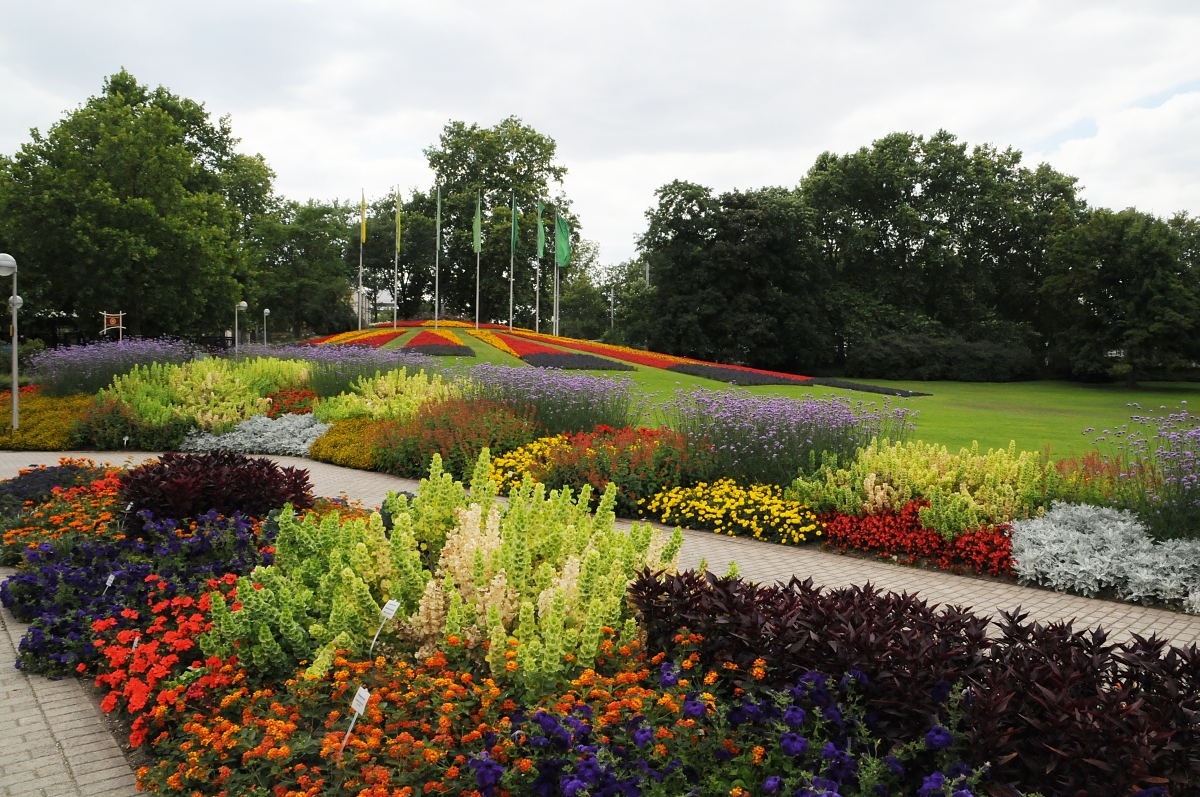
Luisenpark, hinten der Fahnenhügel beim Haupteingang

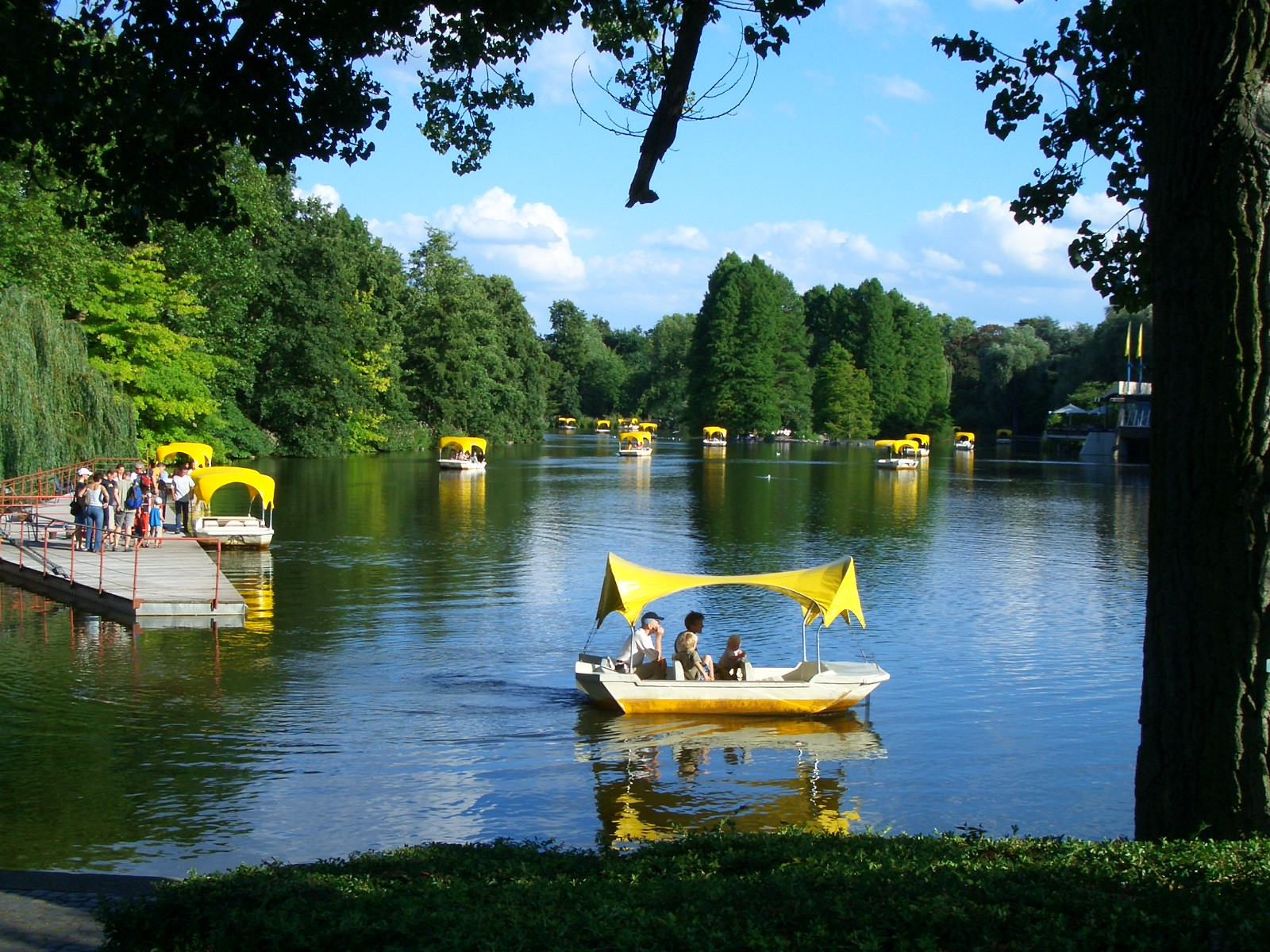
Gondolettas auf dem Kutzerweiher

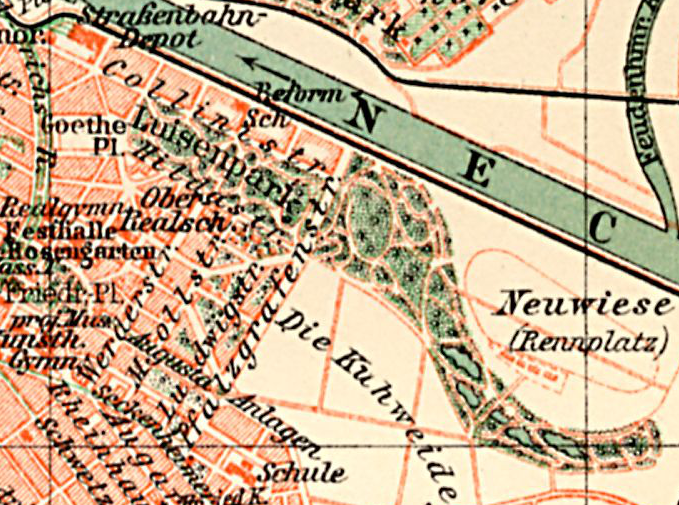
Luisenpark 1905

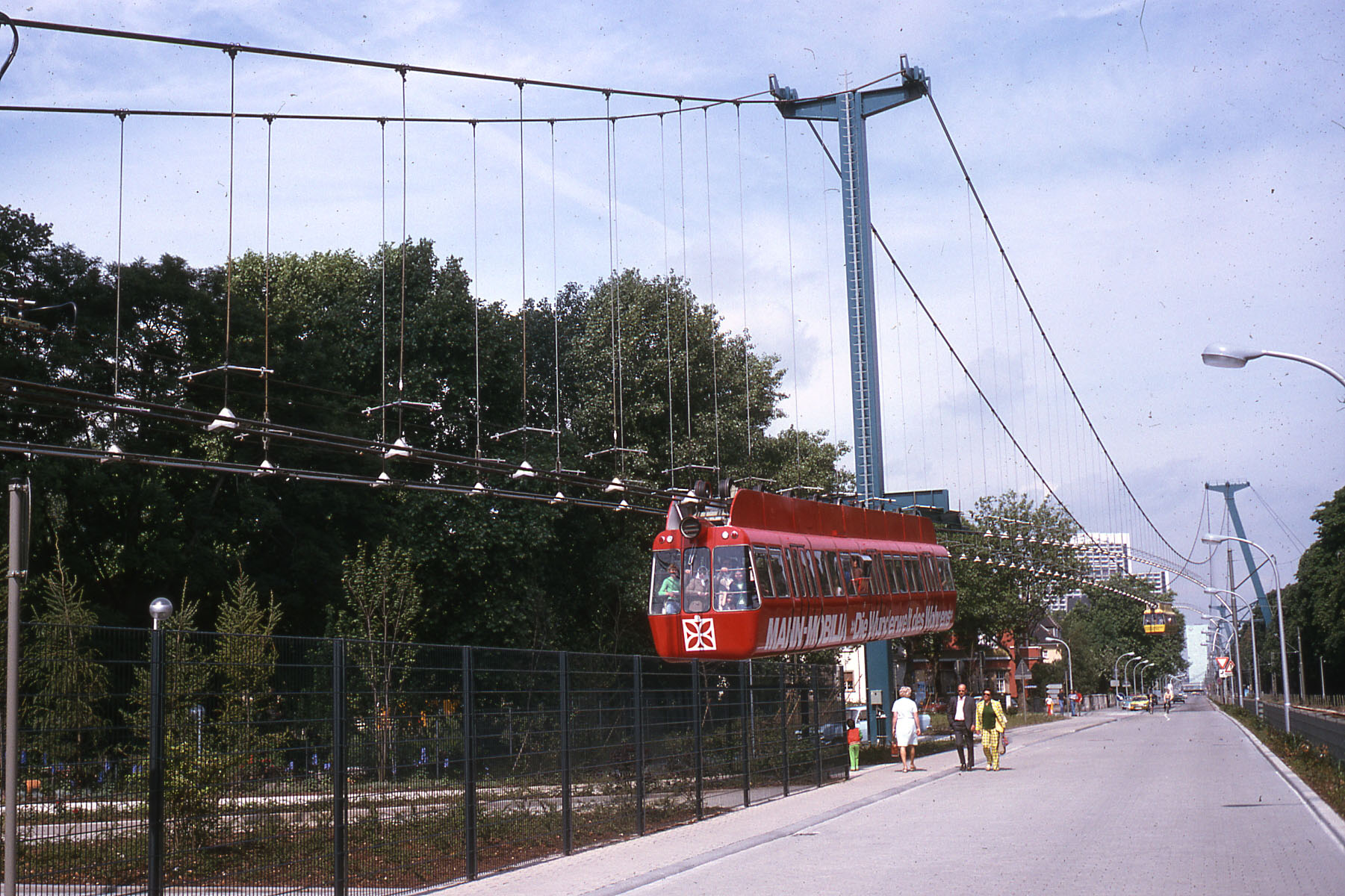
Der Aerobus an der Haltestelle Luisenpark während der Bundesgartenschau 1975

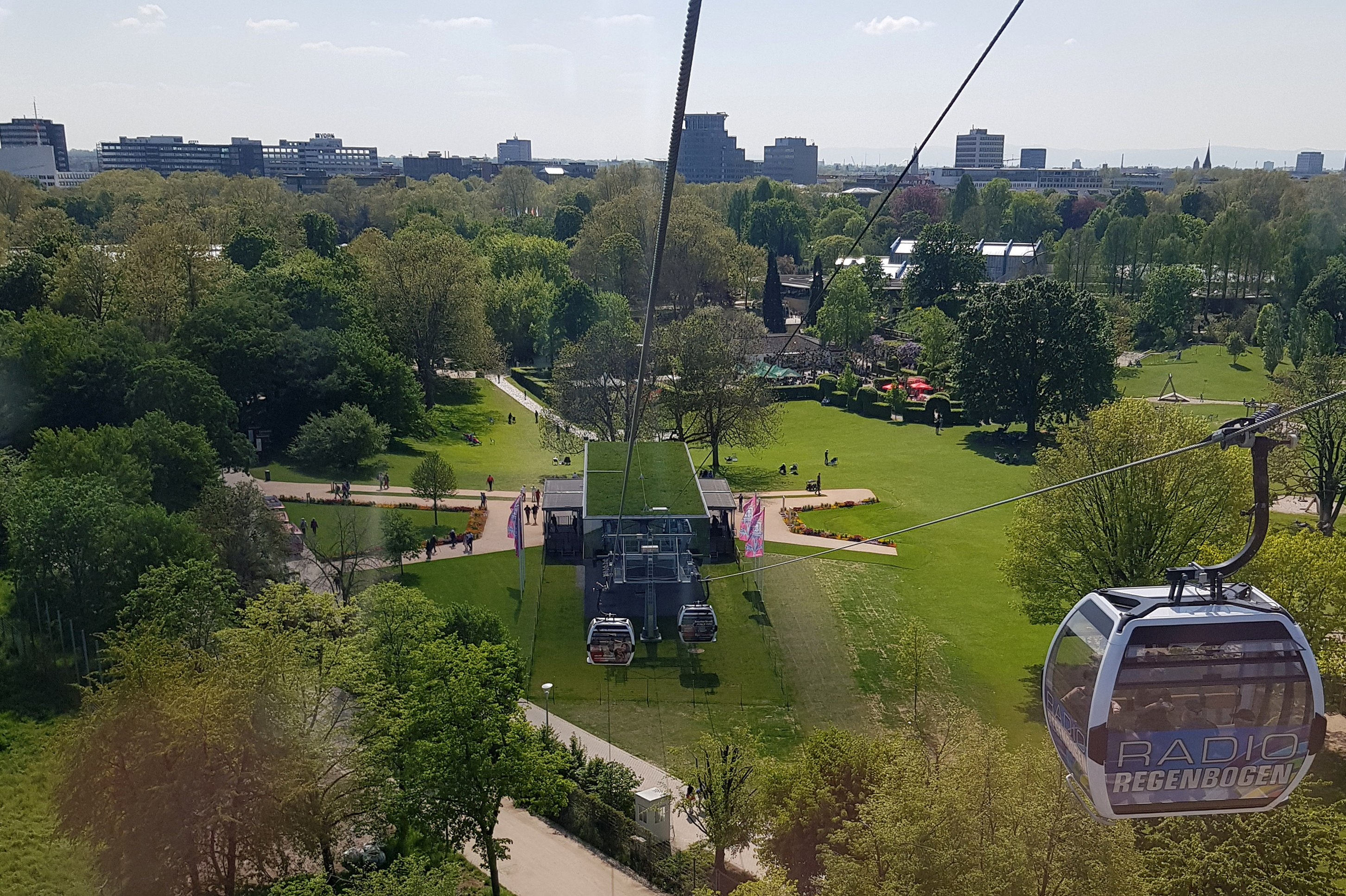
Seilbahn Mannheim während der Bundesgartenschau 2023 mit Blick auf die Station Luisenpark

Der Luisenpark ist die größte Parkanlage in Mannheim. Er liegt am linken Neckarufer, stadtnah im Bereich einer ehemaligen Neckarschlinge und gliedert sich heute in zwei Teile: Der Untere Luisenpark ist der älteste Teil, öffentlich zugänglich und gilt als Gartendenkmal. Der Obere Luisenpark wird privatwirtschaftlich genutzt. Die Betreibergesellschaft, die Stadtpark Mannheim gGmbH, wirbt für das kostenpflichtige Freizeitangebot mit dem Slogan: „eine der schönsten Parkanlagen Europas“.

## Geschichte
Im ausgehenden 19. Jahrhundert wurden die alten Grenzen der Mannheimer Innenstadt für die wachsende Bevölkerung zu eng, so dass eine Stadterweiterung nach Osten geplant wurde. 1872 schrieb die Stadt einen Wettbewerb für einen Bebauungsplan für die neue Oststadt aus. Der Plan des Karlsruher Oberbaurats Reinhard Baumeister sah bereits einen langgestreckten Park entlang des Neckars vor. Ein wichtiger Grundstock für den Park war das Vermächtnis des Naturwissenschaftlers Carl Wilhelm Casimir Fuchs, der in seinem Testament der Stadt Mannheim – zweckgebunden für die Anlage eines neuen Parks – 20.000 Goldmark vermachte.
1890 wurde der Bebauungsplan genehmigt, der sich am Entwurf von 1872 orientierte. Ab Ende 1892 entstand der erste Teil des Parks, heute der Untere Luisenpark, auf 10 Hektar Gelände. Er wurde von der Frankfurter Firma Gebrüder Siesmayer angelegt, unter der Leitung von Philipp Siesmayer. Der Entwurf stammte von seinem Vater, dem Königlich-Preußischen Gartenbaudirektor und Gartenkünstler Heinrich Siesmayer, der auch den Palmengarten Frankfurt gestaltet hatte. 1896 benannten die Mannheimer den Park nach Luise, der badischen Großherzogin, Tochter Kaiser Wilhelms I. und Ehefrau Friedrichs I. von Baden.
1897 begann die Erweiterung des Parks um weitere 20 Hektar, heute der Obere Luisenpark. 1906 siedelte sich die Stadtgärtnerei östlich des Parks an. Im Jahr darauf feierte die Stadt Mannheim das 300-jährige Jubiläum der Verleihung der Stadtrechte. Bei der hierbei durchgeführten Gartenbauausstellung in der Augustaanlage war ein Palmenhaus sehr beliebt bei den Besuchern. Nach der Ausstellung wurde deswegen 1908/09 im Oberen Luisenpark bei der Stadtgärtnerei ein Palmenhaus erbaut, das 42,50 Meter lang und 16 Meter breit war.
In den 1920er Jahren wurde im Oberen Luisenpark der Kutzerweiher angelegt. Im Unteren Luisenpark folgte im östlichen Bereich ein Sportplatz sowie 1927 das Planetarium, als eines der ersten weltweit. Die Raumfahrtpioniere Fritz Haber und Heinz Haber, die in der Nähe aufwuchsen, holten sich dort die Inspiration für ihren späteren Beruf. Im Zweiten Weltkrieg wurden sowohl das Planetarium als auch die Palmenhalle zerstört. Das neue Pflanzenschauhaus, mehr als doppelt so groß wie das alte und diesmal im Park beim Kutzerweiher errichtet, konnte 1958 eröffnet werden.
Voraussetzung für den Aufstieg des Luisenparks zu überregionaler Bedeutung war der Beschluss des Mannheimer Gemeinderates vom 18. November 1969, die Bundesgartenschau 1975 durchzuführen und dafür den Luisenpark sowie den Herzogenriedpark auszubauen. Dazu wurde der Park durch die Einbeziehung einer ehemaligen Pferderennbahn auf insgesamt 41 Hektar erweitert. War der Obere Luisenpark einst als Waldpark angelegt worden, so wurde er nun von Landschaftsarchitekten vollkommen neu gestaltet. Man legte Wert darauf, den alten Baumbestand zu erhalten, legte aber großzügig Rasenflächen und Blumenbeete an. Zu den wichtigsten Attraktionen zählten der neue Kutzerweiher mit den Gondolettas, ein Gebirgsbach, die Vergrößerung des Pflanzenschauhauses und die Seebühne. Während der Bundesgartenschau verband der Aerobus, eine Hängebahn, den Herzogenriedpark mit dem Luisenpark. Eine Redakteurin des WDR bezeichnete den Luisenpark damals als „eine der schönsten Parkanlagen Europas“, was die Stadtparkgesellschaft später als Slogan übernahm.
Der Verkauf von 186.000 Dauerkarten und die Zahl von 8,1 Millionen Besuchern sowie der ausdrückliche Wunsch der interessierten Bevölkerung, den Luisenpark umzäunen zu lassen, überzeugte die Stadtoberen, den Luisenpark als Stadtpark mit Eintrittsgebühr weiter zu betreiben. Als der Mannheimer Morgen zu einer Abstimmung aufrief, beteiligten sich über sechzehntausend Bürger. Am 21. Oktober 1975 fiel die Entscheidung für einen geschlossenen Luisenpark mit Eintrittsgebühr. Zuerst einigte man sich auf zwei Probejahre, doch über 38.000 verkaufte Jahreskarten waren ein überzeugendes Argument, den Park in dieser Form beizubehalten. Diese Zahl von Dauerkarten wurde nicht einmal von allen Bundesgartenschauen erreicht. Zum 400-jährigen Stadtjubiläum 2007 gab es Überlegungen, erneut eine Bundesgartenschau durchzuführen. Hierzu hätten allerdings die bestehenden Parkanlagen nicht genutzt werden können oder zum großen Teil neu gestaltet werden müssen. Daher verzichtete der Gemeinderat 1995.
Auch nach der Bundesgartenschau 1975 wurde der geschlossen gebliebene Teil des Oberen Luisenparks sorgsam gepflegt und regelmäßig neue Attraktionen eröffnet, wie die Festhalle Baumhain, die Eröffnung des Skulpturenwegs, der Citrusgarten, der Heilpflanzengarten, das Schmetterlingshaus und der Chinesische Garten. 2009 wurde der Haupteingang des Luisenparks komplett umgebaut. In dem zweistöckigen Bau stehen Möglichkeiten zur Gepäckabgabe, PC-Terminals für Informationen über den Park, Aufenthaltsräume, eine Dachterrasse sowie ein Souvenirladen zur Verfügung.
Der Mannheimer Gemeinderat beschloss in seiner Sitzung am 23. Mai 2017 mit großer Mehrheit, dass der neue Landschaftspark Grünzug Nordost und die Bundesgartenschau 2023 realisiert werden können. Auf Antrag der CDU-Fraktion wurde der Luisenpark als Buga-Satellit in die Planungen mitaufgenommen. Zudem wurde eine zusätzliche Förderung des Luisenparks und des Herzogenriedparks in Höhe von 15 Millionen Euro für notwendige Sanierungsmaßnahmen beschlossen. Am 2. November 2022 schloss der Luisenpark seine Tore und öffnete erst wieder zur Bundesgartenschau am 14. April 2023.
Mit der Neuplanung der Parkmitte des Luisenparks wurden die Stuttgarter Büros Bez+Kock Architekten und Koeber Landschaftsarchitektur beauftragt, deren Wettbewerbsentwurf 2018 mit einem 1. Preis ausgezeichnet worden war. Die im Rahmen der Bundesgartenschau 2023 erfolgten Planungen umfassten die energetische Sanierung der vorhandenen Pflanzenschauhäuser sowie den Neubau eines Parkrestaurants, einer begehbaren Großvogelvoliere und einer Pinguinanlage. Im Sockelbereich des zum Start der BUGA 23 fertiggestellten Neubaus entstand eine als polygonale Grotte gestaltete Unterwasserwelt mit rund 20 Aquarien.
Bei der BUGA 23 wurde der Luisenpark mit einer Seilbahn zum Spinelli-Park verbunden. Während die Seilbahn nach der BUGA wieder abgebaut wurde, blieben die anderen Attraktionen erhalten.

## Oberer Luisenpark

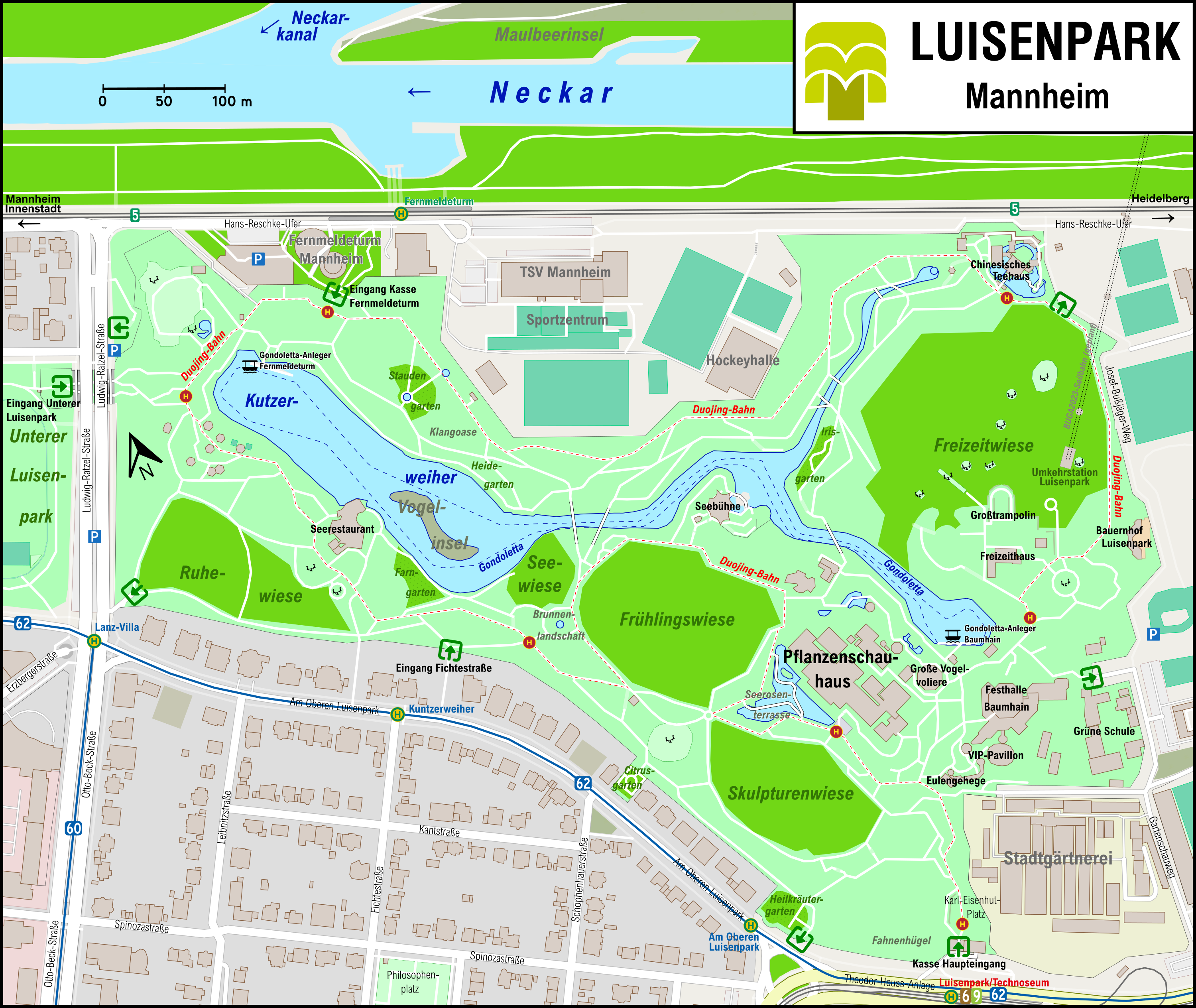
Plan des Oberen Luisenparks

Der Obere Luisenpark ist der größte und beliebteste Park in Mannheim. Das attraktive Parkgelände zieht auch überregional zahlreiche Besucher an. Jährlich besuchen mehr als eine Million Menschen den Park. Ein weitverzweigtes Wegenetz mit einer Länge von zehn Kilometern durchzieht den Park. Hier stehen mehr als 3000 Bäume von 130 verschiedenen Arten, ergänzt durch mehr als 100 Straucharten. Ein wechselndes Blumenmeer wird mit jährlich 300.000 Blumen im Frühling und 200.000 Sommer- und Herbstblumen gestaltet. Tiere können im Bauernhof, in der Unterwasserwelt, in den Terrarien, den Vogelvolieren, der Stelzvogelwiese und dem Schmetterlingshaus besichtigt werden.
Zum Freizeitangebot gehören Spielplätze, Grillplätze, sowie eine große Freizeitwiese. Außerdem gibt es ein reiches Veranstaltungsprogramm mit Ausstellungen, Theateraufführungen, Tanz, Konzerten, Kinderveranstaltungen und Gottesdiensten. Höhepunkte sind die Parkfeste mit Feuerwerk.

### Kutzerweiher
Der Kutzerweiher wurde bereits in den 1920er Jahren angelegt. Sein Name erinnert an den damaligen Oberbürgermeister Theodor Kutzer. Zur Bundesgartenschau 1975 wurde der See auf 36.300 Quadratmeter Fläche und eine 2.700 Meter lange Uferlinie vergrößert. Er erstreckt sich heute im Westen fast bis an den Unteren Luisenpark, zwei Seitenarme umschließen im Osten die Freizeitwiese. In den nordöstlichen Arm mündet ein künstlich angelegter Gebirgsbach. Drei Holzbrücken sowie die abenteuerlichen Dschungelbrücken ermöglichen an Schmalstellen die Überquerung des Sees.
Auf dem Kutzerweiher fahren Gondolettas auf einem 1.840 Meter langen Rundkurs. Zustiegsmöglichkeiten bestehen an zwei Anlegestellen beim Fernmeldeturm und beim Pflanzenschauhaus. Die 1.500 Quadratmeter große Vogelinsel beherbergt ein Freigehege mit Flamingos und Kormoranen.

### Seebühne
Auf den ruhigen Wassern des Kutzerweihers liegt die 1974 erbaute Seebühne im Herzen des Luisenparks. Durch ansteigende Zuschauerränge sind optimale Sicht auf die zentrale Bühnenfläche und eine hervorragende Akustik auf jedem der knapp 1.000 Sitzplätze, von denen fast die Hälfte unter dem hellen charakteristischen Zeltdach sonnengeschützt ist, gewährleistet. Erbaut wurde die Seebühne zur Bundesgartenschau 1975 als Podium für ein feierliches, kulturelles Rahmenprogramm. Tanztees, Theateraufführungen, Sportdarbietungen und fröhliche Kindernachmittage finden hier gleichermaßen einen passenden Rahmen.
Im Jahr 2006 begann die erste Spielzeit der neuen Veranstaltungsreihe Seebühnenzauber. Seither geben sich von Juni bis August hochkarätige regionale, nationale und internationale Künstler zehn Sommerabende lang die Ehre. Stars wie Bülent Ceylan, Peter Steiner oder Milva traten schon auf.

### Chinesischer Garten

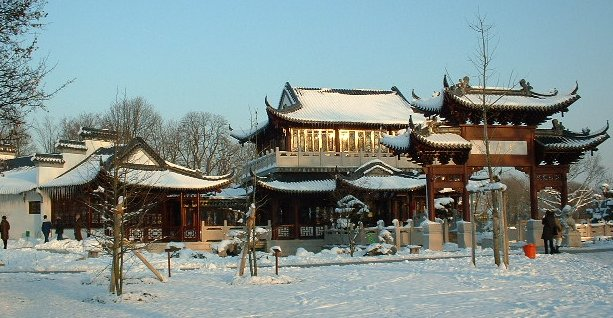
Chinesisches Teehaus im Winter

Der Garten der vielen Ansichten mit dem Chinesischen Teehaus wurde 2001 in Zusammenarbeit mit Mannheims chinesischer Partnerstadt Zhenjiang, der Klaus-Tschira-Stiftung und der Stadt Mannheim angelegt. Die Errichtung des Gartens mit Teehaus wurde durch die von dem Kaufmann Georg Schmuck überlassene Erbschaft in Höhe von 1,77 Millionen DM ermöglicht, die als Grundstock für die Finanzierung des Vorhabens diente. Der Tradition der Gartenkunst in China folgend plante der chinesische Garten- und Landschaftsarchitekt Li Zheng mit größtmöglicher Authentizität einen Chinesischen Garten nach dem Vorbild der Privatgärten in Südchina. Das Chinesische Teehaus gilt als das größte Teehaus in Europa. Zum Chinesischen Garten fährt vom Haupteingang die Wegebahn Duo Jing Bahn, die in einem Rundkurs durch den Park fährt und damit auch andere Attraktionen anfährt.

### Gärten

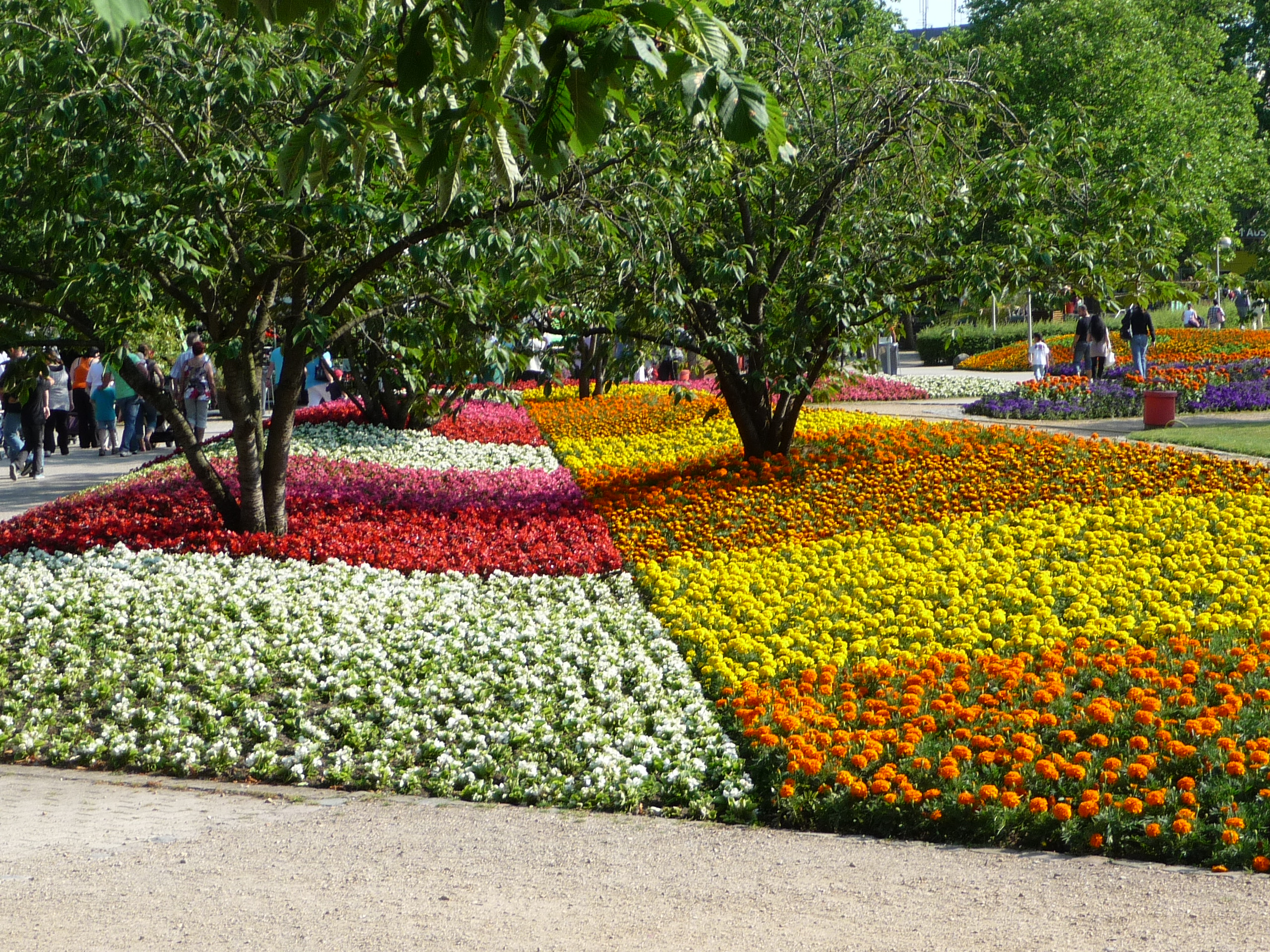
Wechselflor im Juni 2011

Im Park gibt es mehrere Themengärten. Im Heidegarten blühen Heidepflanzen und Erikagewächse. Der Citrusgarten wurde 2001 eröffnet. Hier wachsen 150 Pflanzenarten aus südlichen Ländern darunter Limetten, Mandarinen, Bergamotte, Satsumas und Calamondin. Der Farngarten mit 150 Farnarten wurde 2005 angelegt. 2007 war die Eröffnung des 1.700 Quadratmeter großen Heilpflanzengartens. Die 180 Arten sind thematisch nach den verschiedenen Indikationen angepflanzt. Der Irisgarten befindet sich beim Gebirgsbach. Die volle Blütenpracht entwickelt sich im Juni.
Rund um die Skulptur „Haarwaschende“ von Martin Mayer ist der Staudengarten symmetrisch angeordnet. Astern blühen hier im Sommer und im Herbst. In den Gräserbeeten werden Arten wie Japanisches Blutgras, Reitgras und Pfahlrohr kultiviert. Seit 2004 gibt es einen Schauweinberg. Entlang der großen Freizeitwiese führt die Rosenpromenade, wo Wildrosen und Kultursorten, Kletter- und Beetrosen wachsen. Darüber hinaus gibt es 13 Wechselfloorbeete, die jahreszeitlich wechselnd und auch von Jahr zu Jahr unterschiedlich bepflanzt werden.

### Pflanzenschauhaus
Das Pflanzenschauhaus mit seinen 2.700 Quadratmetern steht seit 1958 an der Stelle des im Zweiten Weltkrieg zerstörten Palmenhauses. Es wurde 1975, 1986, 1989 und 1996 erweitert. Zwei Hallen beherbergen tropische und subtropische Pflanzen, wie Kaffee- und Gummibäume, Riesenbambus und Orchideen. Das Baumfarnhaus wurde 2009 eröffnet. Im Wüstenklima des Kakteenhauses wachsen rund 400 verschiedenartige Kakteen und 250 Sukkulente.
Einen besonderen Anziehungspunkt stellt seit 1996 das Schmetterlingsparadies dar. Hunderte freifliegende Schmetterlinge können hier in allen Entwicklungsstadien betrachtet werden. Die Unterwasserwelt hat 33 Süßwasser- und neun Salzwasseraquarien mit Süßwasserrochen, Piranhas, Zitteraal, Rotfeuerfischen oder Orangeringel-Anemonenfischen. Im Terrarium leben Schildkröten, Schlangen, Geckos und Leguane. Außerdem gibt es Volieren und ein Affengehege.

### Tiere

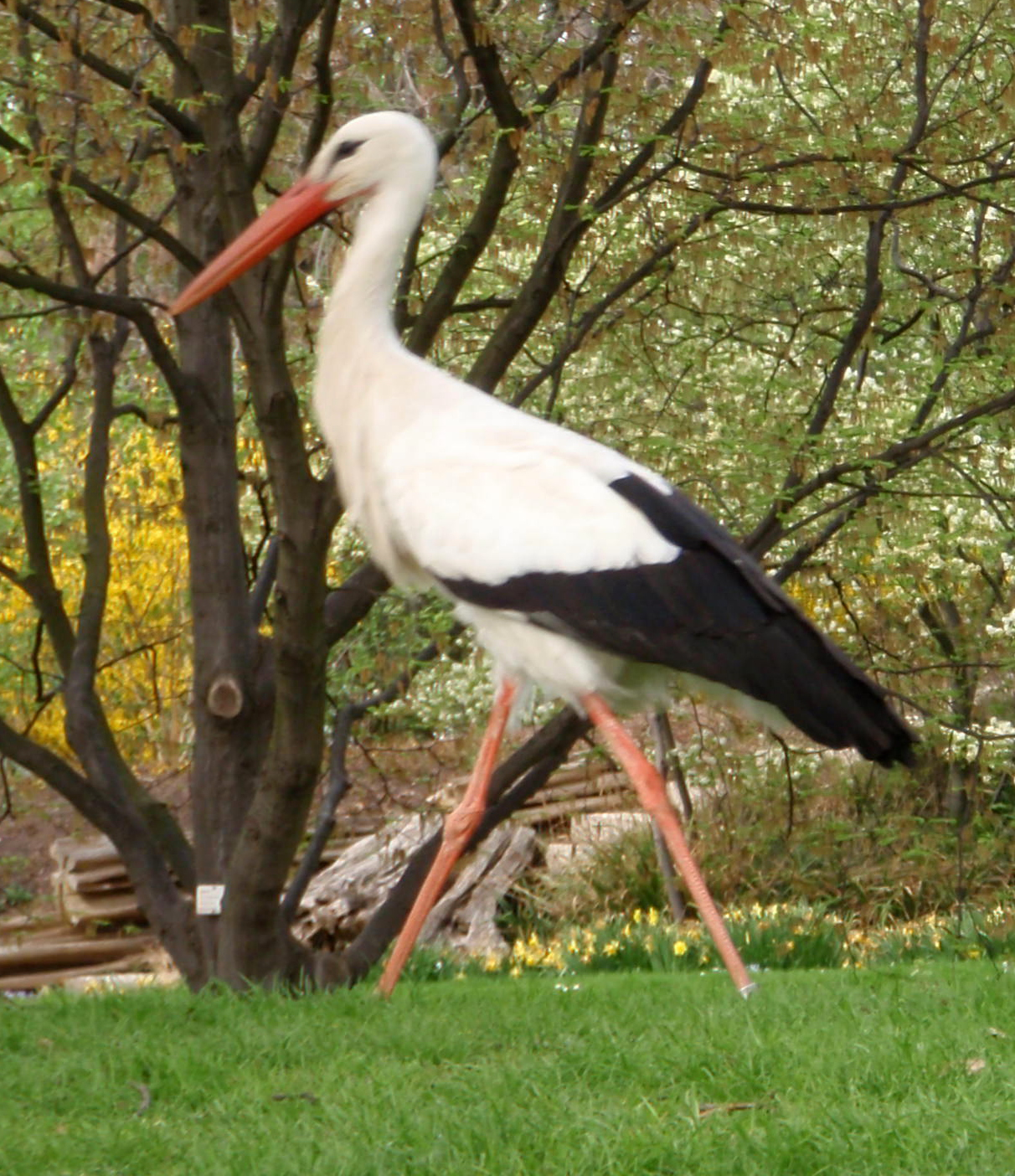
Weißstorch

Auch außerhalb des Pflanzenschauhauses werden Tiere gehalten. Im Bauernhof leben Hühner, Schweine, Ziegen, Schafe und Pferde. Bei der Festhalle Baumhain befindet sich ein Eulengehege. In weiteren Volieren finden sich Bartvögel, Beos, Waldrapp oder Gelbbrustara. Die Pinguinanlage, in der Humboldt-Pinguine leben, wurde 1996 erweitert. Auf der Stelzvogelwiese, einem Freigehege, leben Zwergflamingo, Sattelstorch, Kronenkranich und Marabu.
Das Maskottchen des Luisenparks ist der Weißstorch. 1985 siedelte sich das erste Storchenpaar im Park an. Durch gezielte Förderung wuchs der Bestand auf 30 Storchenpaare an, die größte Storchenkolonie in einer deutschen Großstadt. Im Laufe der Zeit schlüpften mehr als 900 Störche.

### Spiel
Die Freizeitwiese an der Stelle der ursprünglichen Pferderennbahn hat eine Größe von 80.000 Quadratmetern. Für Kinder gibt es hier Spielgelegenheiten wie ein Rampenlabyrinth, eine Seilbahn und eine Trampolinanlage. Das Freizeithaus bietet Veranstaltungen für alle Altersgruppen. Darüber hinaus gibt es im Luisenpark sechs Spielplätze, darunter ein Burg- und ein Wasserspielplatz und eine Minicaranlage.

### Klangoase
Die Klangoase wurde 1996 in einer Lichtung eröffnet. Aus mehreren in den Bäumen angebrachten Lautsprechern strömt Instrumentalmusik von Peter Seiler. Auf Liegestühlen können die Besucher hier entspannen.

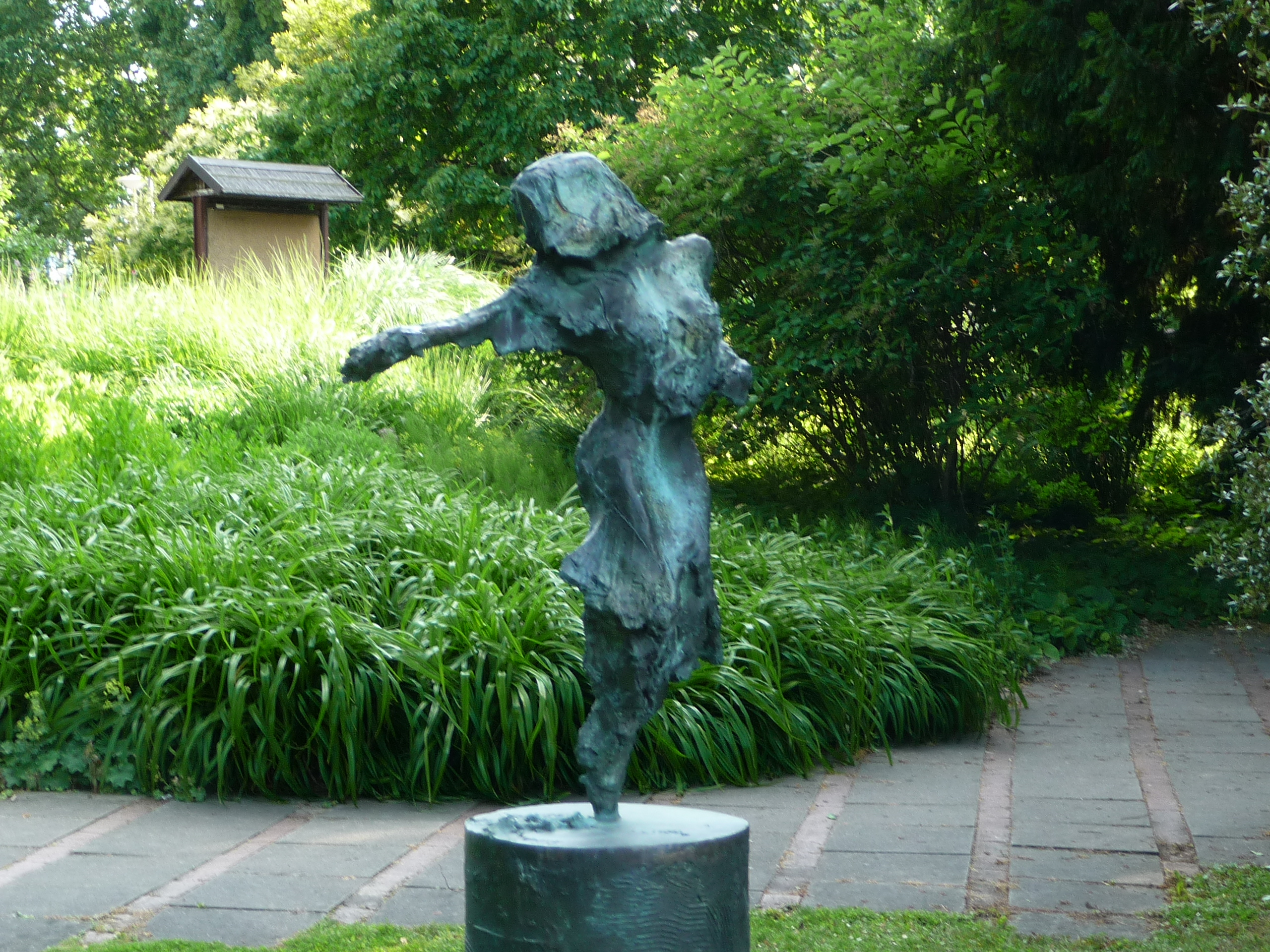
Primera von Karlheinz Oswald

### Heinrich-Vetter-Weg
Der Heinrich-Vetter-Weg ist ein Skulpturenweg mit Kunstwerken von renommierten Bildhauern. Er entstand ab 1992 durch Schenkungen des Mannheimer Ehrenbürgers Heinrich Vetter. Mehr als zwanzig Skulpturen von Künstlern wie Amadeo Gabino, Kubach-Wilmsen und Ben Muthofer sind hier aufgestellt.

### Fernmeldeturm
Überragt wird der Luisenpark vom 1975 errichteten Fernmeldeturm. Er ist 217,8 Meter hoch und hat in 120 Meter Höhe eine Aussichtsplattform und darüber in 125 Meter Höhe ein Drehrestaurant, das sich einmal in der Stunde um die eigene Achse dreht. Der Fernmeldeturm steht außerhalb des Luisenparks, allerdings in unmittelbarer Nachbarschaft am nördlichen, nach dem Fernmeldeturm benannten Eingang.

## Unterer Luisenpark

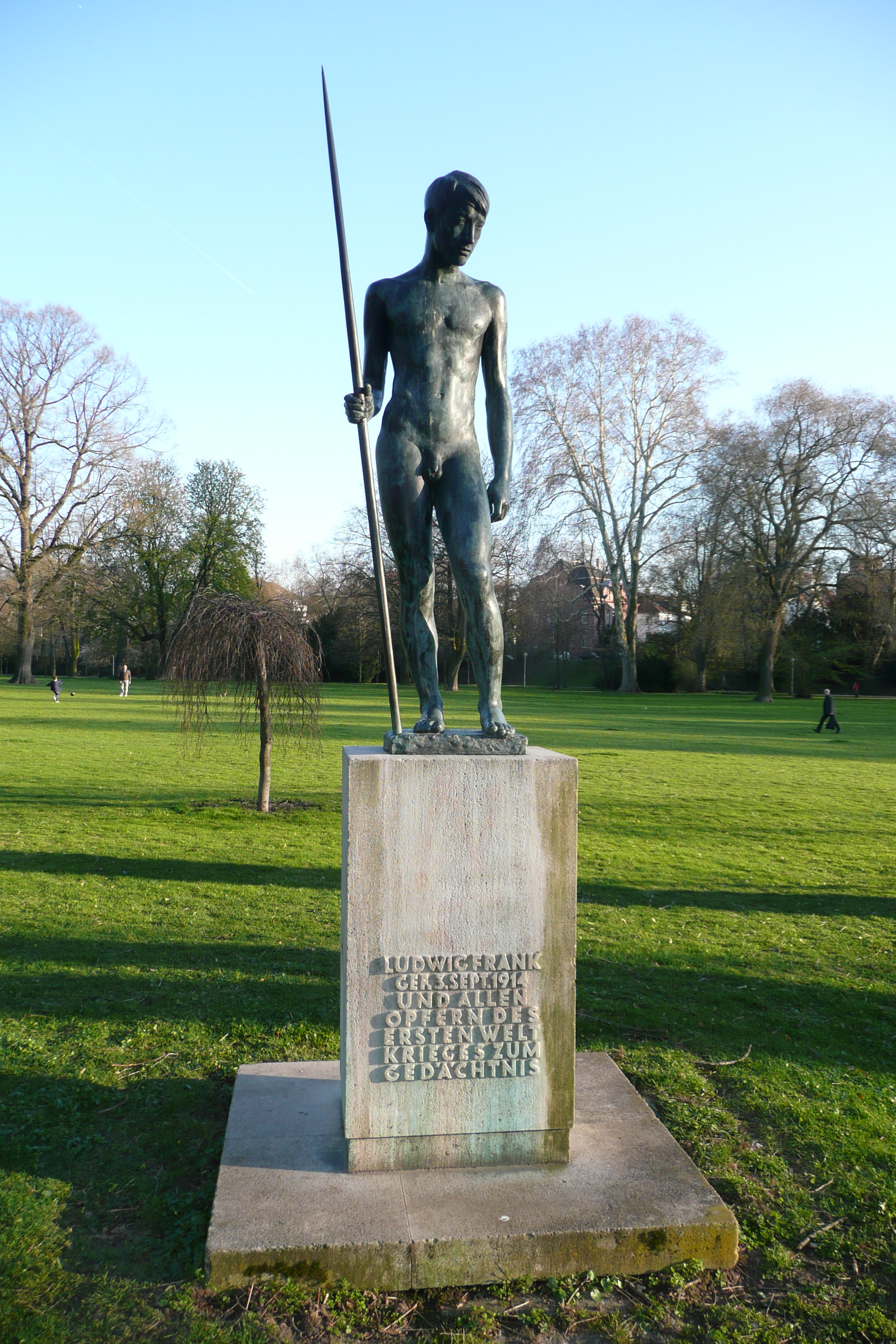
Jünglingsfigur für Ludwig Frank und alle Opfer des Ersten Weltkriegs, gestaltet 1940 von Bernhard Bleeker, aufgestellt Anfang der 1950er Jahre

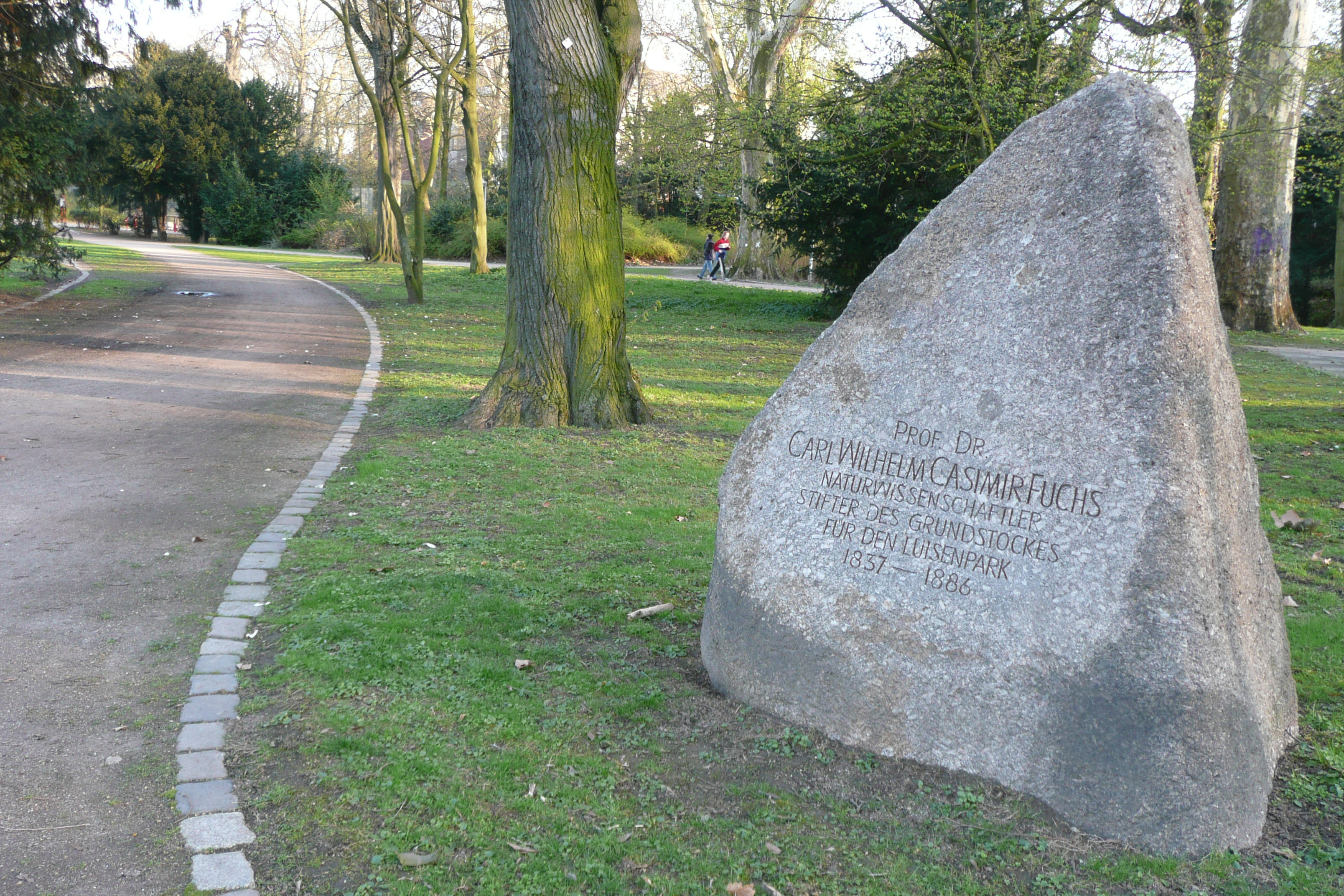
Gedenkstein für Carl Wilhelm Casimir Fuchs

Der Untere Luisenpark hat eine große historische gartenbauliche Bedeutung und ist ein Gartendenkmal vom Ende des 19. Jahrhunderts. Er ist, im Gegensatz zum oberen Teil, frei zugänglich und wird infolgedessen vielfältig genutzt. Die trapezförmige Fläche war der erste Teil der beiden Parkgeländeteile, die im Stil eines englischen Landschaftsparks gestaltet ist. Ursprünglich gab es ein Rondell mit einer Wasserfontäne, die nicht erhalten ist.
An Carl Wilhelm Casimir Fuchs erinnert ein Gedenkstein, der aus Dankbarkeit aufgestellt wurde, weil Professor Fuchs den Anstoß für die Gestaltung des Parks gab und auch noch einen großen Teil seines Nachlasses für die Finanzierung der Stadt vererbte. Vom alten Planetarium, einem der ersten der Welt, ist nur noch der Hügel erkennbar. Heinz Haber war Initiator für einen Wiederaufbau an dieser Stelle und ließ entsprechende Pläne anfertigen, die sich heute im Mannheimer Architektur- und Bauarchiv des Stadtarchivs Mannheim befinden. Mit seinem Bruder Fritz holte er sich, in der Nähe des Elternhauses, die Inspiration für den Beruf in der Weltraumforschung. 1924 war ein Denkmal für den im Ersten Weltkrieg gefallenen Mannheimer Reichstagsabgeordneten Ludwig Frank errichtet worden, das die Nationalsozialisten entfernten. 1950 wurde eine neue Skulptur, „Jüngling mit Stab“, aufgestellt, die an Ludwig Frank und die Opfer des Ersten Weltkriegs erinnert.
Zur Bundesgartenschau 1975 wurden die Wegbegrenzungen mit historischen Blaubasaltsteinen von ehemaligen Kopfsteinpflastern hergestellt. Aufgrund einer privaten Initiative 2007–2009 wurden der Gedenkstein für Professor Fuchs gereinigt und die zugewachsenen Wegebegrenzungen zwischen Kolpingstraße und Bassermannstraße in den alten Zustand versetzt. Danach hat die Fachabteilung Grünflächen in einem Wegesanierungskonzept 2010 die Formensprache der Wegekanten allgemein wiederhergestellt und damit die Bedeutung als Gartendenkmal gewürdigt.
Auf der östlichen Seite ist ein öffentlicher Sportplatz mit Laufbahn und Kiosk. Die Nutzung erfolgt tagsüber durch Schulsport und danach, besonders an Wochenenden, durch Freizeitsport. Der Kinderspielplatz lädt die Eltern mit ihren Kindern ein, ohne Parkgebühr zahlen zu müssen. Dem nahen Krankenhaus und dem Altersheim bietet der Park Bewegung und naturnahe Erholung.